# سيميون بالدوين
سيميون بالدوين (بالإنجليزية: Simeon Baldwin)‏ هو قاضي ومحامي وسياسي أمريكي، ولد في 14 ديسمبر 1761 في الولايات المتحدة، وتوفي في 26 مايو 1851 في الولايات المتحدة. حزبياً، نشط في الحزب الفيدرالي الأمريكي. وقد انتخب عضو مجلس النواب الأمريكي (4 مارس 1803 – 3 مارس 1805).